# David Mac Lane
David Mac Lane, né en 1767 à Providence (Rhode Island) et mort le 21 juillet 1797 à Québec, est un homme d'affaires américain. 

## Biographie
David Mac Lane est un négociant en chevaux qui s'est fait connaître en prenant part à des projets insurrectionnels au Canada. Suspecté d'organiser un attaque surprise de la garnison de Québec, John Black le capture par trahison (1797). 
Exécuté à Québec pour haute-trahison, pendu, sa tête fut tranchée et ses entrailles, retirées de son cadavre, brûlée, selon le Hanged, drawn and quartered. 
Le gouvernement américain, afin de maintenir ses relations avec la Grande-Bretagne, choisit d'ignorer l'affaire.
Jules Verne le mentionne dans son roman Famille-Sans-Nom (partie 1, chapitre II).